# 2713 (getal)
2713 is een oneven natuurlijk getal dat voor 2714 komt en na 2712 staat.

## In dewiskunde
- 2713 is het 396e priemgetal.[1]
- Het vormt een priemtweeling met het getal 2711.
- Samen met de priemtweeling 2729 en 2731 vormen zij een priemkwartet rondom {\displaystyle k=2721}.[2][3]
- 2713 is een viervoud plus 1, zodat dit priemgetal volgens de stelling van Fermat over de som van twee kwadraten kan worden geschreven als de som van twee kwadraten: {\displaystyle (3^{2}+52^{2})}.